# Učinek očetove starosti
Učinek očetove starosti je statistično razmerje med očetovo starostjo pri spočetju in bioloških posledicah pri otroku. Tovrsten vpliv se lahko nanaša na porodno težo, prirojene nepravilnosti in posledice za zdravje, vključno z umrljivostjo in dolgoživostjo, ter psihološke posledice. Pregled literature leta 2009 je pokazal, da je absolutno tveganje za genetske okvare nizko, z zaključkom, da ni jasne povezave med zdravjem otrok in očetovo starostjo.
Nekatere raziskave so celo pokazale, da otroci starejših očetov živijo dlje.